# Eiji Gaya
Eiji Gaya (賀谷英司?, Gaya Eiji; Hokkaidō, 8 febbraio 1969) è un ex calciatore giapponese, di ruolo difensore.

## Statistiche

### Presenze e reti nei club
| Stagione | Squadra          | Serie       | Pres. | Reti |
| -------- | ---------------- | ----------- | ----- | ---- |
| 1993     | Kashima Antlers  | J. League 1 | 27    | 0    |
| 1994     | Kashima Antlers  | J. League 1 | 35    | 0    |
| 1995     | Kashima Antlers  | J. League 1 | 16    | 0    |
| 1996     | Kashima Antlers  | J. League 1 | 1     | 0    |
| 1997     | Yokohama Marinos | J. League 1 | 26    | 0    |
| 2000     | Vegalta Sendai   | J. League 2 | 38    | 2    |
| 2001     | Vegalta Sendai   | J. League 2 | 26    | 0    |